# Metapenaeopsis lamellata
Metapenaeopsis lamellata är en kräftdjursart som först beskrevs av De Haan 1844.  Metapenaeopsis lamellata ingår i släktet Metapenaeopsis och familjen Penaeidae. Inga underarter finns listade i Catalogue of Life.